# Ein Kessel Buntes/Episodenliste
In der Liste der Folgen von Ein Kessel Buntes sind Sendedaten, Moderatoren, Veranstaltungsorte und weitere Informationen zu den einzelnen Episoden der Samstagabendshow Ein Kessel Buntes des Fernsehens der DDR aufgeführt.

## Episodenliste
| Nr.  | Sende- datum | Moderation                                                  | Veranstaltungsort            | Gäste/Anmerkungen |
| ---- | ------------ | ----------------------------------------------------------- | ---------------------------- | --- |
| 1.   | 29.01.1972   | Die drei Dialektiker                                        | Friedrichstadtpalast* Berlin | Gäste: Danyel Gérard (Frankreich), Lenada (Lenada Ten Haaf) (Niederlande), Manuela (West-Berlin), Frank Schöbel (DDR), Kabarett-Theater Distel (DDR), Heinz Draehn (DDR), Boguslawa Kapica (Polen), Ballett des Friedrichstadtpalastes Berlin |
| 2.   | 25.03.1972   | Die drei Dialektiker                                        | Friedrichstadtpalast* Berlin | Gäste: Zsuzsa Koncz (Ungarn), Ricky Shayne (Libanon), Troubadours (Polen), Lill Lindfors (Schweden/Finnland), Rischkow & Rischkow (UdSSR), Gisela May (DDR), Bisser Kirow (Bulgarien), Dagmar Frederic & Siegfried Uhlenbrock (DDR) |
| 3.   | 20.05.1972   | Die drei Dialektiker                                        | Friedrichstadtpalast* Berlin | Gäste: Ivica Šerfezi (Kroatien/Jugoslawien), Séverine (Frankreich), The Flirtations (USA), Karel Gott (ČSSR), Monika Hauff & Klaus-Dieter Henkler (DDR), Vari-Zwillinge (Ungarn) |
| 4.   | 15.07.1972   | Die drei Dialektiker                                        | Friedrichstadtpalast* Berlin | Gäste: Paola (Schweiz), Regina Thoss (DDR), Naďa Urbánková (ČSSR), Viktor Sodoma (ČSSR), Peggy March (USA), Dean Reed (USA), Johannes Heesters (Niederlande), Facio Santillan (Argentinien), Fernsehballett |
| 5.   | 23.09.1972   | Die drei Dialektiker                                        | Friedrichstadtpalast* Berlin | Gäste: Mireille Mathieu (Frankreich), Lance Lumsden (Jamaika), Wencke Myhre (Norwegen), Klaus Sommer (DDR), Kurt Demmler (DDR), Emil Dimitrov (Bulgarien), Chantal & Dumont (Frankreich), Kabarett-Theater Distel (DDR), Ballett des Friedrichstadtpalastes Berlin |
| 6.   | 18.11.1972   | Die drei Dialektiker                                        | Friedrichstadtpalast* Berlin | Gäste: Dorthe (Dänemark), Aurora Lacasa & Thomas Lück (DDR), Pavel Novák (ČSSR), Rex Gildo (BRD), Marek & Vacek (Polen), Katja Ebstein (BRD), Jukka Kuoppamäki (Finnland), Elefant Seta & Hund (Zirkus Berolina, DDR), The Madcaps (Großbritannien), Carai and da Silva (Limbo Dancer), Ballett des Friedrichstadtpalastes Berlin                                                                                              |
| 7.   | 13.01.1973   | Die drei Dialektiker                                        | Friedrichstadtpalast* Berlin | Gäste: Manfred Krug (DDR), Helena Vondráčková (ČSSR), Lissy Tempelhof (DDR), Horst Jankowski Singers (BRD), Chris Doerk (DDR), Olsen Brothers (Dänemark), Vicky Leandros (Griechenland), Daniel (Polen), Les Ricards (Frankreich), Fernsehballett |
| 8.   | 10.03.1973   | Die drei Dialektiker                                        | Friedrichstadtpalast* Berlin | Gäste: Chris Roberts (BRD), Horst-Dieter Kaschel (DDR), Kati Kovács (Ungarn), Britt Kersten (DDR), Jazz-Collegium Berlin (DDR), Dieter Süverkrüp (BRD), Denny Willis Company (Großbritannien), Theodorus Kerk (Niederlande), Kabarett-Theater Distel (DDR), Friedrichstadt-Palastballett (DDR) |
| 9.   | 05.05.1973   | Die drei Dialektiker                                        | Friedrichstadtpalast* Berlin | Gäste: Salvatore Adamo (Belgien), Chor und Ensemble der GSSD (UdSSR), Ljupka Dimitrovska (Mazedonien/Jugoslawien), Marianne Kiefer und Walter und Dietmar Richter-Reinick, Farah Maria und Felix Formental (Kuba), Michael Hansen & Die Nancys (DDR), Mihaela Mihai (Rumänien), Kabarett-Theater Distel (DDR), Fernsehballett                                                                                                  |
| 10.  | 30.06.1973   | Die drei Dialektiker                                        | Friedrichstadtpalast* Berlin | Gäste: Dalida (Frankreich/Italien/Ägypten), Monika Herz (DDR), Frank Schöbel (DDR), Spejbl und Hurvínek (ČSSR), Eva Pilarová (ČSSR) |
| 11.  | 22.09.1973   | Die drei Dialektiker                                        | Friedrichstadtpalast* Berlin | Gäste: Maryla Rodowicz (Polen), Dean Reed (USA), Rita Pavone (Italien), Helga Hahnemann (DDR), Reinhard Lakomy (DDR), Regon und Royal (Großbritannien) |
| 12.  | 17.11.1973   | Die drei Dialektiker                                        | Friedrichstadtpalast* Berlin | Gäste: Václav Neckář (ČSSR), Herr Fuchs und Frau Elster (DDR), Vittorio (Italien), Isabella Nawe (Polen), Dida Drăgan (Rumänien), Mercedes Sosa & Santiago Alberto Bértiz (Argentinien), Spaghetti Kompanie (Österreich), Hannelore Bey & Roland Gawlik (DDR), Chris Doerk (DDR), Ballett des Friedrichstadtpalastes Berlin |
| 13.  | 26.01.1974   | Die drei Dialektiker                                        | Friedrichstadtpalast* Berlin | Gäste: Puhdys (DDR), Ensemble Brasil Tropical (Brasilien), Đani Maršan (Kroatien/Jugoslawien), Torill Ravnaas (Norwegen), Euson (Aruba/Niederlande), Gitte (Dänemark), Monika Hauff und Klaus-Dieter Henkler (DDR) |
| 14.  | 13.04.1974   | Die drei Dialektiker                                        | Friedrichstadtpalast* Berlin | Gäste: Piera Martell (Schweiz), Mr. Skoc (ČSSR), Yalla (UdSSR), Thomas Lück (DDR), Peter Albert (DDR), Les Poppys (Frankreich), Miriam Makeba (Guinea/Südafrika), The Great Fattini (BRD), Anikó Felfödi (Ungarn), Ballett des Friedrichstadtpalastes Berlin |
| 15.  | 02.11.1974   | Die drei Dialektiker                                        | Friedrichstadtpalast* Berlin | Gäste: Jiří Korn (ČSSR), Ireen Sheer (Großbritannien), Rolf Herricht & Hans-Joachim Preil (DDR), Andreas Holm (DDR), Zsuzsa Koncz (Ungarn), ABBA (Schweden), Omara Portuondo + Martin Rojas (Kuba), Georgisches Nationalballett (UdSSR), Emöke, Susan & Jiri (Ungarn, DDR, CSSR), Fernsehballett |
| 16.  | 18.01.1975   | Die drei Dialektiker                                        | Friedrichstadtpalast* Berlin | Gäste: Kati Kovács (Ungarn), Nina Hagen (DDR), Joe Dassin (Frankreich), Mac and Katie Kissoon (Trinidad/Großbritannien), Lili Ivanova (Bulgarien), Marianne Kiefer (DDR), Hans-Jürgen Beyer (DDR), Felix Holzmann (ČSSR), Kola Beldy (UdSSR), Partita (Polen), Ballett des Friedrichstadtpalastes Berlin |
| 17.  | 29.03.1975   | Die drei Dialektiker                                        | Friedrichstadtpalast* Berlin | Gäste: Kuddeldaddeldu (DDR), Manfred Krug (DDR), Julio Iglesias (Spanien), Donna Hightower (USA), The Hovens (Belgien), Trinidad-Steel-Band (Niederlande), O. F. Weidling (DDR), Chris Doerk (DDR), Maly-Theater (Leningrad, UdSSR), Lasar Lauenburg (UdSSR), Naďa Urbánková (ČSSR), Fernsehballett |
| 18.  | 28.06.1975   | Die drei Dialektiker                                        | Friedrichstadtpalast* Berlin | Gäste: Soulful Dynamics (Liberia), Tereza (Kroatien/Jugoslawien), Mary Roos (BRD), Marianne Kiefer (DDR), Jerzy Połomski (Polen), Kabarett-Theater Distel (DDR), Gerhard Siebholz (DDR), Bernd Besser (DDR), Fernsehballett |
| 19.  | 27.09.1975   | Die drei Dialektiker                                        | Friedrichstadtpalast* Berlin | Gäste: The Rubettes (Großbritannien), Karel Gott (ČSSR), Rolf Herricht & Hans-Joachim Preil (DDR), Peter Albert (DDR), Sandra Mo & Jan Gregor (DDR), Otto Stark & Edgar Külow (DDR), Fernsehballett |
| 20.  | 22.11.1975   | Die drei Dialektiker                                        | Friedrichstadtpalast* Berlin | Gäste: Carl Wayne (Großbritannien), M.T.S. (DDR), Maryla Rodowicz (Polen), Ballett des Tschechoslowakischen Fernsehen (ČSSR), Gruppe Kreis (DDR), Dorthe (Dänemark), Miro Ungar (Kroatien/Jugoslawien), Tamas Hacki und Ex Antiquis (Ungarn), Dagmar Frederic (DDR), Fernsehballett |
| 21.  | 31.01.1976   | Die drei Dialektiker                                        | Friedrichstadtpalast* Berlin | Gäste: Helena Vondráčková (ČSSR), The Marmalade (Großbritannien), I Santo California (Italien), Veronika Fischer (DDR), Susi Schuster (DDR), Jiří Korn (ČSSR), Alsuko Azuma (Japan), Felix Holzmann & František Budín (ČSSR), Kabarett-Theater Distel (DDR), Ballett des Friedrichstadtpalastes Berlin |
| 22.  | 27.03.1976   | Die drei Dialektiker                                        | Friedrichstadtpalast* Berlin | Gäste: Costa Cordalis (Griechenland), Penny McLean (Österreich), Regina Thoss (DDR), Berlin Vocalisten (DDR), Thomas Lück (DDR), Emil Steinberger (Schweiz) |
| 23.  | 01.05.1976   | Die drei Dialektiker                                        | Friedrichstadtpalast* Berlin | Gäste: Dagmar Koller (Österreich), Madame (Großbritannien), Wencke Myhre (Norwegen), Josef Laufer (ČSSR), Alla Pugatschowa (UdSSR), Billy Swan (USA), O. F. Weidling (DDR), Monika Hauff & Klaus-Dieter Henkler (DDR), Fernsehballett |
| 24.  | 03.07.1976   | Horst Köbbert, Marianne Kiefer                              | Friedrichstadtpalast* Berlin | Gäste: Claudja Barry (Jamaika/Kanada), Brotherhood of Man (Großbritannien), Kati Kovács (Ungarn), Walkers (Dänemark), Tahiti - Blumen von Tahiti (Tahiti National Ballett Tanz) |
| 25.  | 25.09.1976   | Die drei Dialektiker                                        | Friedrichstadtpalast* Berlin | Gäste: Johnny Hutch und die Halfwits (Großbritannien), Ivica Šerfezi (Kroatien/Jugoslawien), Gruppe Kreis (DDR), Arturo Sandovo (Kuba), Andreas Holm (DDR), Peppi Zahl & Jenny Zeißer (DDR), Marianne Rosenberg (West-Berlin), Assuan-Gruppe (Ägypten), Harpo (Schweden), Moissejew-Ensemble (UdSSR), Emöke Pöstenyi und Susan Baker (DDR), Ballett des Friedrichstadtpalastes Berlin                                          |
| 26.  | 26.12.1976   | Die drei Dialektiker                                        | Friedrichstadtpalast* Berlin | Gäste: Boney M. (BRD/Jamaika), Chris Doerk (DDR), Nationales Folklore-Ensemble (Kuba), Rudolf Asmus (DDR), Udo Jürgens (Österreich), Jens und Peter Lund (Dänemark), Adrians Schimpansen (BRD), Pussycat (Niederlande), Karel Gott (ČSSR), Emöke Pöstenyi und Larry Fuller, Ballett der Deutschen Staatsoper Berlin, Fernsehballett                                                                                            |
| 27.  | 29.01.1977   | Die drei Dialektiker                                        | Friedrichstadtpalast* Berlin | Gäste: Fernsehballett (DDR), Munteanus (Rumänien), Puhdys (DDR), Cindy & Bert (BRD), Felix Holzmann und František Budín (ČSSR), Tatjana & Michael Trefilow (UdSSR), Muck (DDR), Kuddeldaddeldu (DDR), Ivan Fridrich & Susan Baker (DDR), David Rosaire (Großbritannien), George Baker Selection (Niederlande) |
| 28.  | 30.04.1977   | Die drei Dialektiker                                        | Friedrichstadtpalast* Berlin | Gäste: Gilbert Bécaud (Frankreich), Bay City Rollers (Großbritannien), Brasil Tropical (Brasilien), Đani Maršan (Kroatien/Jugoslawien), Rolf Herricht & Hans-Joachim Preil (DDR), Litauischer Chor „Azuolinkas“ (UdSSR), Aurora Lacasa und Gruppe „etc.“ (DDR), Jürgen Hohmann (DDR), 6 Luxor (Ägypten), Otto Stark & Gustav Müller (DDR), Ballett des Friedrichstadtpalastes Berlin                                           |
| 29.  | 16.07.1977   | Horst Drinda                                                | Palast der Republik Berlin   | Gäste: Jürgen Walter (DDR), Les Poppys (Frankreich), Sandra Mo & Jan Gregor (DDR), Gilbert O’Sullivan (Irland/Großbritannien), Afric Simone (Mosambik), Václav Neckář (ČSSR), Ballett des Friedrichstadtpalastes, Lehrer-Ensemble Berlin, Violinen-Ensemble des Bolschoi-Theaters (UdSSR), Tamara Lund (Finnland) |
| 30.  | 10.09.1977   | Peter Borgelt, Sigrid Göhler, Jürgen Frohriep               | Palast der Republik Berlin   | Die Moderatoren waren zu dieser Zeit Darsteller einiger Ermittler der DDR-Fernsehkrimi-Reihe Polizeiruf 110. Gäste: Eruption (Jamaika/Großbritannien), Zsuzsa Koncz (Ungarn), Roland Neudert (DDR), Otto Stark & Edgar Külow (DDR), Michael Iwannek (DDR), Otto Wessely (Österreich), Ahonkylän Flikat (Finnland), Gruppe Express (DDR), Vicky Leandros (Griechenland)                                                         |
| 31.  | 25.12.1977   | Herr Fuchs und Frau Elster                                  | Palast der Republik Berlin   | Fuchs und Elster waren ein beliebtes Handpuppenpaar des DDR-Kinderfernsehens. Gäste: Josef Laufer (ČSSR), Hungaria-Truppe (Ungarn), Monika Herz (DDR), O. F. Weidling (DDR), Ensemble „Tawrija“ (UdSSR), Fred Roby (Frankreich/Schweiz), Frank Schöbel (DDR), Catherine (Ungarn), Smokie (Großbritannien), Nana Mouskouri (Griechenland)                                                                                       |
| 32.  | 11.02.1978   | Gerd E. Schäfer                                             | Palast der Republik Berlin   | Gäste: Rote Gitarren (Polen), Gojko Mitić (Jugoslawien), Moretti (USA), Jana Kocianová (ČSSR), Drupi (Italien), Nationalballett Senegal, Dresdner Vocalisten Leitung: Franns Wilfried von Promnitz, Fernsehballett, Juliane Werding (BRD), Juri Guljanow (UdSSR), Andreas Holm (DDR), Otto Stark (DDR), Edgar Külow (DDR) |
| 33.  | 29.04.1978   | Herbert Köfer                                               | Palast der Republik Berlin   | Gäste: Susan Baker und Fernsehballett (DDR), Gruppe Kreis (DDR), Dean Reed (USA), Barbara Mascott (Österreich), Hans-Jürgen Beyer (DDR), Belle Epoque (Frankreich), 5 Mojeiko (UdSSR), Wiener Sängerknaben (Österreich), Rolf Herricht (DDR), Helena Vondráčková (ČSSR), Ballett der Deutschen Staatsoper Berlin, Kabarett Die Reizzwecken (HdjT Berlin DDR)                                                                   |
| 34.  | 22.07.1978   | Lutz Jahoda                                                 | Palast der Republik Berlin   | Gäste: Ballett des Friedrichstadtpalastes, Hot Chocolate (Großbritannien), 4 Albatros (ČSSR), Djon Delhusa (Ungarn), Heinz Draehn (DDR), Puhdys (DDR), Dalida & Bruno Guillain (Frankreich/Italien), Hammer-Hansl (DDR) |
| 35.  | 14.10.1978   | O. F. Weidling                                              | Palast der Republik Berlin   | Co-Moderation: Kesselinchen, eine Puppe, die als Puppentrickfilm eingespielt wurde; Gäste: Ivica Šerfezi (Kroatien/Jugoslawien), Fernsehballett (DDR), Marek & Vacek (Polen), Veronika Fischer (DDR), Dudelsack-Ensemble KONRADY (ČSSR), Showaddywaddy (Großbritannien), Susan Baker (DDR), Kondorosi (Ungarn), Hauff und Henkler (DDR), Los Inkas                                                                             |
| 36.  | 26.12.1978   | Willi Schwabe                                               | Palast der Republik Berlin   | Willi Schwabe war von 1955 bis 1990 Moderator der beliebten Sendereihe Willi Schwabes Rumpelkammer im DDR-Fernsehen. Gäste: Adamo (Belgien), Tiare - Großes Ballett von Tahiti (Tahiti), Regina Thoss (DDR), Duo Adamec (ČSSR), Two Tornados (Schweiz), Larissa Dobroshan (UdSSR), Wladimir Fedjanin (UdSSR), Gitte (Dänemark), Karel Gott (ČSSR), Vera Oelschlegel (DDR), Susan Baker und Fernsehballett (DDR)                |
| 37.  | 03.03.1979   | Dagmar Frederic, Peter Wieland                              | Palast der Republik Berlin   | Dagmar Frederic und Peter Wieland waren zur Zeit der Show ein Ehepaar Gäste: Suzi Quatro (USA/Großbritannien), Baccara (Spanien), Muck (DDR), Sofija Rotaru (Ukraine/UdSSR), Ingeborg Naß (DDR), Karat (DDR) |
| 38.  | 14.04.1979   | Helga Piur, Günter Schubert, Arnim Mühlstädt, Rudolf Ulrich | Palast der Republik Berlin   | Die Moderatoren gehörten zu dieser Zeit zum Darstellerensemble der frivolen Sketchreihe Ein Bums wirkt manchmal Wunder Gäste: Snoopy (Niederlande), 2 plus 1 (Polen), La Bionda (Italien), Roland Neudert (DDR), Spejbl und Hurvínek (ČSSR), Edita Pjecha (UdSSR), Ballett der Deutschen Staatsoper Berlin, Fernsehballett |
| 39.  | 16.06.1979   | Heinz Rennhack                                              | Palast der Republik Berlin   | Gäste: George Baker (Niederlande), Pole-Dancers (Sambia), Milva (Italien), Aurora Lacasa (DDR/Spanien), Gruppe WIR |
| 40.  | 29.09.1979   | Erik S. Klein                                               | Friedrichstadtpalast* Berlin | Gäste: Dean Reed (USA), Helga Brauer (DDR), Alla Pugatschowa (UdSSR), Andreas Holm (DDR), Fred Frohberg (DDR), Brigitte Eisenfeld (DDR), Heinz Quermann (DDR), Helga Hahnemann (DDR), Katja Ebstein (BRD), Lotos (Polen), Racey (Großbritannien), Ballett des Friedrichstadtpalastes Berlin |
| 41.  | 10.11.1979   | Heinz Florian Oertel                                        | Palast der Republik Berlin   | Heinz Florian Oertel war der bekannteste und beliebteste Sportreporter des DDR-Fernsehens Gäste: Precious Wilson (Jamaika/Großbritannien), Parigi (Niederlande), Frank Schöbel (DDR), Monika Herz (DDR), Hana Zagorová (ČSSR) |
| 42.  | 25.12.1979   | Helga Hahnemann                                             | Palast der Republik Berlin   | Gäste: Kati Kovács (Ungarn), Humbugs (Schweden), Costa Cordalis (Griechenland), Rolf Herricht (DDR), Jiří Korn (ČSSR); André Astor (Frankreich), Hans-Jürgen Beyer (DDR), Amanda Lear (Frankreich/Großbritannien), Fernsehballett der DDR, Rosa Rombajawa (UdSSR), Kinderchor aus Polen, Rundfunktanzorchester Berlin Leitung: Günter Gollasch, Cantus-Chor                                                                    |
| 43.  | 01.03.1980   | Gunter Sonneson                                             | Palast der Republik Berlin   | Gäste: Paola (Schweiz), 2 plus 1 (Polen), Dolly Dots (Niederlande), Tony Christie (Großbritannien) |
| 44.  | 19.04.1980   | O. F. Weidling Regine Daum                                  | Palast der Republik Berlin   | Co-Moderatorin Regine Daum war langjährige Solotänzerin beim Ballett des Friedrichstadtpalastes Gäste: Marlène Charell (BRD/Frankreich), Goombay Dance Band (BRD/Jamaika), Che & Ray (Schweiz), Kirstin Lill (Norwegen), Muck (DDR), Electra (DDR) |
| 45.  | 14.06.1980   | Renate Blume Gojko Mitić                                    | Palast der Republik Berlin   | Gäste: The Teens (West-Berlin), The Original Trinidad Steel Band (Trinidad), Miro Ungar (Kroatien/Jugoslawien), Penny McLean (Österreich) |
| 46.  | 13.09.1980   | Frank Schöbel                                               | Stadthalle Cottbus           | Gäste: Mireille Mathieu (Frankreich), Judith Szűcs (Ungarn), Josef Laufer (ČSSR) |
| 47.  | 01.11.1980   | Petra Kusch-Lück                                            | Stadthalle Karl-Marx-Stadt   | Musikalische Unterstützung erhielt Petra Kusch-Lück unter anderen von ihren Ansager-Kolleginen Antje Garden, Fanny Damaschke, Ricarda Keallander und Cornelia Nossek. Gäste: Dunja Rajter (Kroatien/Jugoslawien), Keith Foote On Love (Jamaika), Blue Danube (Österreich), Bonnie Tyler (Großbritannien) |
| 48.  | 25.12.1980   | Jürgen Walter                                               | Palast der Republik Berlin   | Gäste: Helena Vondráčková (ČSSR), Fernsehballett, Spargo (Niederlande), Waterloo & Robinson (Österreich), Nana Mouskouri (Griechenland), Boney M. (BRD/Jamaika) |
| 49.  | 14.03.1981   | Monika Hauff & Klaus-Dieter Henkler                         | Palast der Republik Berlin   | Gäste: Ute Freudenberg und Gruppe Elefant (DDR), René Luden (Belgien), Karel Gott (ČSSR), Gisela May (DDR), Matchbox (Großbritannien), Dean Reed (USA), The Supremes (USA) |
| 50.  | 02.05.1981   | Dieter Mann, Hans-Joachim Preil                             | Palast der Republik Berlin   | Gäste: Regina Thoss (DDR), O. F. Weidling (DDR), Hana & Dana (ČSSR), Puhdys (DDR), Plastic Bertrand (Belgien), Renée (Niederlande), Siw Inger (Schweden), Brasil Tropical (Brasilien), Tatjana Filimonova (UdSSR), Herbert Rössler (DDR), Armin Terzibaschian (DDR), Jürgen Trekel (DDR), Fernsehballett |
| 51.  | 11.07.1981   | Jiří Korn                                                   | Palast der Republik Berlin   | Gäste: Tony Christie (Großbritannien), Eruption (Großbritannien/Jamaika), Les Poppys (Frankreich), Lili Ivanova (Bulgarien) |
| 52.  | 29.08.1981   | Helga Hahnemann                                             | Stadthalle Cottbus           | Gäste: Precious Wilson (Jamaika/Großbritannien), Familie Silly (DDR), Séverine (Frankreich), Coast to Coast (Großbritannien) |
| 53.  | 31.10.1981   | Hans-Joachim Wolfram, Hans-Joachim Wolle                    | Haus der Kultur Gera         | Hans-Joachim Wolfram und Hans-Joachim Wolle waren zu dieser Zeit die Moderatoren der beliebten Sendereihe des DDR-Fernsehens Außenseiter-Spitzenreiter, Gäste: A La Carte (Großbritannien), Claudja Barry (Jamaika/Kanada), Nick Straker Band (Großbritannien), Umberto Tozzi (Italien) |
| 54.  | 26.12.1981   | Petra Kusch-Lück                                            | Palast der Republik Berlin   | Gäste: Blue Danube (Österreich), Aneka (Großbritannien), Ivica Šerfezi (Kroatien/Jugoslawien), John Waddell & Charles Williams (USA), Dalida (Frankreich/Italien), Frank Schöbel (DDR), Spejbl und Hurvínek (ČSSR) |
| 55.  | 27.03.1982   | Chris Wallasch                                              | Palast Der Republik Berlin   | Gäste: Alla Pugatschowa (UdSSR), Saragossa Band (BRD), Blue Diamonds (Indonesien/Niederlande), Nana Mouskouri (Griechenland) |
| 56.  | 29.05.1982   | Dagmar Frederic                                             | Stadthalle Cottbus           | Gäste: Peter Wieland (DDR), Ballett des Friedrichstadtpalast, Family Affair (BRD), Waterloo (Österreich), The Ward Brothers (Großbritannien), Gibson Brothers (Martinique/Frankreich) |
| 57.  | 03.07.1982   | Josef Laufer (ČSSR)                                         | Stadthalle Karl-Marx-Stadt   | Gäste: Judith Szűcs (Ungarn), La Mama (BRD), Josef Laufer (ČSSR), Oliver Onions (Italien) |
| 58.  | 28.08.1982   | Uwe Jensen                                                  | Stadthalle Cottbus           | Gäste: Sandra Mo & Jan Gregor (DDR), The Tremeloes (Großbritannien), Richard Clayderman (Frankreich), Ensemble Sol de Mocambique (Mosambik) |
| 59.  | 30.10.1982   | Dorit Gäbler                                                | Haus der Kultur Gera         | Gäste: Peter Cornelius (Österreich), Tight Fit (Großbritannien), Costa Cordalis (Griechenland), Hauff und Henkler (DDR) |
| 60.  | 25.12.1982   | Heinz Rennhack                                              | Palast der Republik Berlin   | Gäste: Katja Ebstein (BRD), Helena Vondráčková (ČSSR), Muck (DDR), Secret Service (Schweden), Lili Ivanova (Bulgarien), Rainhard Fendrich (Österreich), Monika Herz (DDR), Gerd Christian (DDR), Ute Freudenberg & Gruppe Elefant (DDR), Fernsehballett |
| 61.  | 26.02.1983   | Uta Schorn                                                  | Stadthalle Cottbus           | Gäste: Tower (Niederlande), Dunja Rajter (Kroatien/Jugoslawien), Ireen Sheer (Großbritannien), Dresdner Vocalisten, Leitung Franns Wilfried von Promnitz, Heidi Weigelt |
| 62.  | 30.04.1983   | Gerhard Kohse                                               | Palast der Republik Berlin   | Gerhard Kohse war als Reporter und Moderator von Sportveranstaltungen und -sendungen wie Sport aktuell bekannt. Gäste: Sofija Rotaru (Ukraine/UdSSR), Ph.D. (Großbritannien), Racket-Jacket und Toni (Österreich), Nickerbocker & Biene (Österreich), Amanda Lear & Shadow-Brothers (Frankreich/Großbritannien) |
| 63.  | 09.07.1983   | Helena Vondráčková                                          | Palast der Republik Berlin   | Gäste: Séverine (Frankreich), Dean Reed (USA), Original Trinidad Steel & Show Band (Niederlande) |
| 64.  | 03.09.1983   | Peter Kersten                                               | Stadthalle Karl-Marx-Stadt   | Gäste: The Sneekers (Großbritannien), CoCo York (Niederlande), Salvatore Adamo (Belgien) |
| 65.  | 05.11.1983   | Herbert Köfer                                               | Haus der Kultur Gera         | Gäste: 2 plus 1 (Polen), Maja Catrin Fritsche, Karat (DDR), Spider Murphy Gang (BRD), Bino (Italien) |
| 66.  | 25.12.1983   | Helga Hahnemann                                             | Palast Der Republik Berlin   | Gäste: Karel Gott (ČSSR), The Shorts (Niederlande), Bernie Paul (BRD), Raimonds Pauls & Lettischer Knabenchor (UdSSR/Lettland), Ina-Maria Federowski (DDR), Joe Bourne (USA), Zsuzsa Koncz (Ungarn), Rose Laurens (Frankreich), Peter Dommisch (DDR), Orchester Alfons Wonneberg (DDR), Wilfried Ortmann (DDR), Fernsehballett                                                                                                 |
| 67.  | 25.02.1984   | Petra Kusch-Lück, Uwe Jensen                                | Stadthalle Cottbus           | Gäste: Andy Borg (Österreich), Sensation (Niederlande), Gary Lux (Österreich), Fernsehballett, Schauorchester Ungelenk, Rozaa Wortham (USA) |
| 68.  | 21.04.1984   | Spejbl und Hurvínek                                         | Palast der Republik Berlin   | Gäste: Precious Wilson (Jamaika), Costa Cordalis (Griechenland), Jochen Petersdorf (DDR), Muck (DDR), Michal David und Gruppe 'Kroky' (ČSSR), Jörg Hindemith (DDR), Franca Ricci (Italien), Günter Gollasch (DDR), Ute Selbig (DDR), Ballett der Deutschen Staatsoper Berlin, Fernsehballett |
| 69.  | 30.06.1984   | Dagmar Frederic                                             | Friedrichstadtpalast Berlin  | Erster Kessel Buntes aus dem neuen Friedrichstadtpalast Gäste: Katja Ebstein (West-Berlin), Taco (Niederlande), Beppo Küster (DDR), Family Affair (BRD), Jan van Deyck (Komik) (Belgien), Peter Wieland (DDR), Petra Zieger & Smokings (DDR), Sandra Mo & Jan Gregor (DDR), Winni II (DDR), Prager Kindereisrevue (ČSSR), Fernsehballett                                                                                       |
| 70.  | 08.09.1984   | Dorit Gäbler                                                | Friedrichstadtpalast Berlin  | Gäste: Dean Reed (USA), Gibson Brothers (Martinique/Frankreich), Ljupka Dimitrovska (Mazedonien/Jugoslawien), Bonnie Tyler (Großbritannien), Gerd Christian (DDR), Ballett des Friedrichstadtpalastes Berlin |
| 71.  | 03.11.1984   | Andreas Holm, Thomas Lück                                   | Stadthalle Cottbus           | Gäste: Judith Szűcs (Ungarn), Digital Emotion (Niederlande), Goombay Dance Band (BRD/Jamaika), Karat (DDR), Milva (Italien) |
| 72.  | 25.12.1984   | Heinz Rennhack                                              | Palast der Republik Berlin   | Gäste: Roland Kaiser (West-Berlin), Dalida (Frankreich/Italien), Puhdys (DDR), Bolland & Bolland (Südafrika/Niederlande), Ina-Maria Federowski (DDR), Pavla Břínková (ČSSR), Kliby und Caroline (Bauchredner) (Schweiz), Ensemble Fiesta Filipina (Philippinen), Tonga (Elefant), Knabenchor der Suhler Philharmonie, Fernsehballett                                                                                           |
| 73.  | 23.02.1985   | Heidi Weigelt                                               | Friedrichstadtpalast Berlin  | Gäste: The Shorts (Niederlande), Vanua Levu (Indonesien), Nickerbocker & Biene (Österreich), Tony Esposito (Italien), Lutz Jahoda, Wolfgang Ziegler, Gesangs- und Instrumentalgruppe der Sowjetischen Streitkräfte GSSD, Gezeichnetes Theater Prag, Miro Fabian, Hana & Dana (ČSSR), H&N (DDR) |
| 74.  | 20.04.1985   | Angelika Unterlauf                                          | Palast der Republik Berlin   | Gäste: Riccardo Fogli (Italien), Tony Marshall (BRD), Jochen Kowalski, Mungo Jerry (Großbritannien), Gillian Scalici (USA) |
| 75.  | 08.06.1985   | Hartmut Schulze-Gerlach                                     | Friedrichstadtpalast Berlin  | Gäste: Caterina Valente (Frankreich/Italien), Stutz Bear Cats (Großbritannien), Peter Cornelius & Gruppe (Österreich), Miro Ungar (Kroatien/Jugoslawien), Fritz Hille (DDR), Jörg Hindemith (DDR), Stern Meißen (DDR), Ballett des Friedrichstadtpalastes Berlin |
| 76.  | 07.09.1985   | Bernd Besser                                                | Stadthalle Cottbus           | Gäste: Venus (Belgien), Jiří Korn (ČSSR), Ireen Sheer (Großbritannien), Los Muchachos Paraquayos (Paraguay), Tamara Lund (Finnland), Boney M. (BRD/Jamaika) |
| 77.  | 02.11.1985   | Gunter Sonneson                                             | Friedrichstadtpalast Berlin  | Gäste: Karel Gott & Darinka (ČSSR), Joan Orleans (USA), Wolfgang Ostberg (DDR), Marlène Charell (BRD/Frankreich), Nell Sarco (Jugoslawien), Lovin Angels (Niederlande), Ballett des Friedrichstadtpalastes Berlin |
| 78.  | 21.12.1985   | Leni Statz, Wolfgang Roeder                                 | Palast der Republik Berlin   | Leni Statz und Wolfgang Roeder waren bekannt und beliebt durch ihre Auftritte mit bzw. als Mitglied der Dresdner Musik-Humoristengruppe Die vier Brummers. Gäste: Bad Boys Blue (BRD), 3 Carbenis (DDR), Hans-Jürgen Beyer (DDR), Fernsehballett (DDR), G. G. Anderson (BRD), G.E.S. (DDR), Prager Harfenensemble (ČSSR), Centerfold (Niederlande), Valentin, Katja Ebstein (West-Berlin), Anklamer Knabenchor (DDR)           |
| 79.  | 15.02.1986   | Dorit Gäbler                                                | Friedrichstadt-Palast Berlin | Gäste: Saragossa Band (BRD), Two of Us (BRD), Letta Mbulu (Südafrika), Alice (Italien) |
| 80.  | 05.04.1986   | Beppo Küster                                                | Stadthalle Cottbus           | Gäste: Margot Ebert, Opus (Österreich), Herrey’s (Schweden), Joy (Österreich), Vicky Leandros (Griechenland) |
| 81.  | 07.06.1986   | Walter Plathe                                               | Friedrichstadtpalast Berlin  | Gäste: Udo Jürgens (Österreich), Helga Hahnemann (DDR), Petra Zieger & Band (DDR), Lena Valaitis (BRD/Litauen), Bobbysocks (Norwegen), Marika Oszvald & Balint Farkas (Ungarn), Kikki Danielsson (Schweden), Olaf Berger (DDR), Pavel Babakov (UdSSR), Marijam Agischewa (DDR), Günter Naumann (DDR), Günter Schubert (DDR), Jürgen Zartmann (DDR), Ballett des Friedrichstadtpalastes Berlin                                  |
| 82.  | 30.08.1986   | Jürgen Karney                                               | Palast der Republik Berlin   | Gäste: Silent Circle (BRD), Nicole (BRD), Al Bano & Romina Power (Italien) |
| 83.  | 01.11.1986   | Dagmar Frederic                                             | Palast der Republik Berlin   | Gäste: Gunther Emmerlich (DDR), Chris Norman (Großbritannien), H&N (DDR), Maxe Baumann (DDR), Peter Kent & Luisa Fernandez (BRD/Spanien), Karel Gott (ČSSR) |
| 84.  | 20.12.1986   | Hartmut Schulze-Gerlach                                     | Friedrichstadtpalast Berlin  | Gäste: Alphaville (BRD), Precious Wilson (Jamaika/Großbritannien), Margot Werner (Österreich), Roland Kaiser (West-Berlin) |
| 85.  | 28.02.1987   | Gunther Emmerlich                                           | Palast der Republik Berlin   | Gäste: Michael Hansen (DDR), Bad Boys Blue (BRD), Shakin’ Stevens (Großbritannien), Jiří Korn (ČSSR), Helena Vondráčková (ČSSR), Dagmar Koller (Österreich), Pauletta DeVaughn (Opernsängerin) (USA) |
| 86.  | 18.04.1987   | Monika Hauff & Klaus-Dieter Henkler                         | Friedrichstadtpalast Berlin  | Gäste: Shirley Bassey (Großbritannien), Wencke Myhre (Norwegen), Joy (Österreich), Costa Cordalis & Angeliki (Griechenland), Eberhard & Stefanie Hertel (DDR), Ensemble Olsava (ČSSR), Ute Selbig (DDR), Fernsehballett, Kasermandln (Österreich) |
| 87.  | 20.06.1987   | Peter Kersten                                               | Friedrichstadtpalast Berlin  | Gäste: Bucks Fizz (Großbritannien), Leinemann (BRD), Avalanche (Norwegen), Angelika Milster (Österreich), C. C. Catch (Niederlande) |
| 88.  | 05.09.1987   | Ina-Maria und Helmar Federowski                             | Stadthalle Cottbus           | Gäste: Salvatore Adamo (Belgien), Middle of the Road (Großbritannien), Nicki (BRD), Peter Tschernig (DDR), Edita Piecha (UdSSR), Reinhold Bilgeri (Österreich), Arturo Sandoval (Kuba), Herbert Rössler (DDR), Eleni (Griechenland), Fernsehballett |
| 89.  | 31.10.1987   | Lutz Jahoda                                                 | Stadthalle Cottbus           | Gäste: Bolland & Bolland (Niederlande), Séverine (Frankreich), Juliane Werding (BRD), The Revellettes (Niederlande), Heidi Weigelt (DDR), Ralf Bursy (DDR), Sascha Thom (ČSSR), Ewa Kuklińska (Polen), Dieter & Dieter (DDR), Fernsehballett |
| 90.  | 19.12.1987   | Walter Plathe                                               | Palast der Republik Berlin   | Gäste: Melanie Holliday (USA), Marianne Wünscher (DDR), Mary Roos (BRD), Nino de Angelo (BRD), Bo Andersen & Bernie Paul (Dänemark/BRD), Jörg Hindemith (DDR), The Hornettes (BRD), The Argentin Devils (Argentinien), Hanna Banaszak (Polen), Fernsehballett, Kindertanzgruppe des Friedrichstadtpalastes Berlin |
| 91.  | 05.03.1988   | Wolfgang Lippert                                            | Stadthalle Cottbus           | Gäste: Gitte Hænning (Dänemark), Andy Borg (Österreich), Winder (Dänemark), Jürgen Karney (DDR), Judith Szűcs (Ungarn), Olaf Berger (DDR), Felix Slováček (ČSSR), Margot Stejskal (DDR), Nationalballett Senegal (Senegal), Double Take (Großbritannien), Pomelnikow (UdSSR), Fernsehballett |
| 92.  | 02.04.1988   | Margot Ebert                                                | Palast der Republik Berlin   | Gäste: Vicky Leandros (Griechenland), Karel Gott (ČSSR), Samantha Fox (Großbritannien), Beppo Küster (DDR), Dominoe (BRD), Regina Thoss (DDR), Dolly Roll (Ungarn), Fernsehballett |
| 93.  | 02.07.1988   | Hans-Joachim Wolfram                                        | Stadthalle Cottbus           | Gäste: Paola (Schweiz), Bob Lockwood (USA), Nel Santo (Jugoslawien), Bob Lockwood (USA), Muck (DDR), Brigitte Eisenfeld (DDR), Petra Zieger & Band (DDR), New Romance (Julian) (Österreich/Spanien), Rock'n Roll Orchester (DDR), Skibini (UdSSR), Fernsehballett |
| 94.  | 10.09.1988   | Uta Schorn                                                  | Friedrichstadtpalast Berlin  | Gäste: Milva (Italien), Mixed Emotions (BRD), Ingeborg Krabbe (DDR), Anne Kasprik (DDR), Mandy Winter (BRD), Wolfgang Ziegler (DDR), Stern Meissen (DDR), Gleb Nikolsky (UdSSR), Wilk & Friends (DDR), Fernsehballett |
| 95.  | 29.10.1988   | Achim Mentzel                                               | Palast der Republik Berlin   | Gäste: Bonnie Tyler (Großbritannien), Milli Vanilli (BRD), George Baker Selection (Niederlande), Arnulf Wenning (DDR), Heidi Janků (ČSSR), Reiner Süß (DDR), The Dubliners (Irland), Valentin Vox (Großbritannien), Gerlind Gebhardt (DDR), Fernsehballett |
| 96.  | 26.12.1988   | Helga Piur                                                  | Friedrichstadtpalast Berlin  | Gäste: Bonnie Bianco (USA), Costa Cordalis & Angeliki und Lucas (Griechenland), Inka Bause (DDR), Bang (USA), Bad Boys Blue (BRD), Günther Fischer (DDR), Ralf Bursy (DDR), Dagmar Schellenberger (DDR), Herbert Köfer (DDR), Alfred Struwe (DDR), Dietmar Richter-Reinick (DDR), Günter Schubert (DDR), Kaspar Eichel (DDR), Friedrichstadtpalast-Ballett, Kindertanzgruppe des Friedrichstadtpalastes Berlin                 |
| 97.  | 04.03.1989   | Marianne Wünscher                                           | Friedrichstadtpalast Berlin  | Gäste: Katja Ebstein (BRD), Caterina Valente (Italien/Schweiz), Robin Beck (USA), Ines Paulke (DDR), Freddie Mandera (USA), Blamu Jatz Orchestrion, Fernsehballett |
| 98.  | 15.04.1989   | Heinz Quermann                                              | Stadthalle Cottbus           | Gäste: C. C. Catch (Niederlande), Waterloo (Österreich), Luisa Fernandez & Peter Kent (Spanien/BRD), Judith Szűcs (Ungarn), Elke Martens (DDR), Die Margonas (DDR), Schauorchester Ungelenk (DDR), Axel Köhler (DDR), The Rubber Girls (Mongolei), Dimo Dimov (Bulgarien), Onkel Stanislaus und seine Jazz-Opas & Die Concordia Beat Brothers (DDR), Maik Damboldt & Fernsehballett                                            |
| 99.  | 24.06.1989   | Beppo Küster                                                | Friedrichstadt-Palast Berlin | Gäste: Nana Mouskouri (Griechenland), Senta Berger (Österreich/BRD), Helga Hahnemann (DDR), Silvi O. (BRD), Kerstin Saß (DDR), Dalibor Janda und Prototyp (ČSSR), Ursula Staack (DDR), Kirsten (DDR), Boytronic (BRD), Die Kirmesmusikanten (Niederlande), Friedrichstadtpalast-Ballett, Fernsehballett |
| 100. | 23.09.1989   | Helga Hahnemann                                             | Palast der Republik Berlin   | Gäste: Puhdys (DDR), Frank Schöbel (DDR), Aurora Lacasa (DDR/Spanien), Soulsister (Belgien), Jiří Korn & Isolde Wilk (ČSSR), Harald Serafin (Österreich), Alfred Müller (DDR), Inka Bause (DDR), Johnny Logan (Irland), Audrey Landers (USA), Gunther Emmerlich (DDR), Darinka (ČSSR), Latino Dance Machine (BRD), Fernsehballett                                                                                              |
| 101. | 21.10.1989   | Günter Schubert                                             | Friedrichstadtpalast Berlin  | Gäste: The Kelly Family (Irland), Sadie Nine (Großbritannien), Lili Ivanova (Bulgarien), Village People (USA), Ljupka Dimitrovska & Ivica Šerfezi (Jugoslawien), Nina Nova (ČSSR), Manuel von Senden (DDR), Maria Ferrens (DDR), Gunther Emmerlich (DDR), Fernsehballett |
| 102. | 26.12.1989   | Peter Bause                                                 | Palast der Republik Berlin   | Gäste: Blue System (BRD), Helga Hahnemann (DDR), Nicole (BRD), IC (DDR), Roberto Saccà (Italien), Les McKeown (Großbritannien), Olaf Berger (DDR), Chorknaben der Singakademie Frankfurt (Oder) (DDR), Peter und die Draffels (BRD), Fernsehballett |
| 103. | 10.03.1990   | Kerstin Saß                                                 | Friedrichstadtpalast Berlin  | Gäste: Roland Kaiser (BRD), Andrea Jürgens (BRD), Günter Pfitzmann (BRD), Die Flippers (BRD), Ewa Kuklińska (Polen), Judith Szűcs (Ungarn), Petra Zieger & Band (DDR), Cantabile (Großbritannien), Jürgen Hart & Peter Treuner (DDR), Key (DDR), Lucie (DDR), Fernsehballett |
| 104. | 21.04.1990   | Karsten Speck                                               | Friedrichstadtpalast Berlin  | Gäste: Deborah Sasson (USA), Jürgen Drews (BRD), Gitti und Erika (BRD), Hartmut Schulze-Gerlach (DDR), Claudia Jung (BRD), Jochen Kowalski (DDR), Los Herman’s (Spanien), Electric Beat Crew (DDR), De Kims (Schweden), Renato Pagliari (Italien), Siegfried Uhlenbrock (DDR), DFF-Fernsehballett |
| 105. | 09.06.1990   | Antje Garden, Karl Moik                                     | Friedrichstadtpalast Berlin  | Gäste: Matthias Reim (BRD), Falco (Österreich), Ralf Bursy (DDR), Inka Bause (DDR), Patrick Lindner (BRD), Der Flotte Heinrich (DDR), Tommy Steiner (BRD), Dimitri (Südafrika), Micky Burgk & Crew (DDR), Fernsehballett |
| 106. | 01.09.1990   | Helga Hahnemann, Roberto Blanco                             | Stadthalle Cottbus           | Gäste: Udo Lindenberg (BRD), Avalanche (Norwegen), Rosanna Rocci (Italien), Olaf Berger (DDR), Kerstin Saß & Wieland Müller (DDR), Alfons Quaiser (Elefantendressur) (BRD), Fernsehballett |
| 107. | 20.10.1990   | Bernd Walter                                                | Stadthalle Chemnitz          | Gäste: Udo Jürgens (Österreich), Blue System (D), Maschine & Männer (D), Vicky Leandros (Griechenland), Marianne Kiefer (D), Fred Roby (Frankreich), Chris Wolff (D), Manfred Uhlig (D), Chris Thompson und Farfarello (D), Harlem Swing (USA), Fernsehballett |
| 108. | 22.12.1990   | Frank Schöbel, Aurora Lacasa                                | Friedrichstadtpalast Berlin  | Gäste: David Hasselhoff (USA), Daliah Lavi (Israel), Juliane Werding (D), Charles D. Lewis (Barbados), Walter Scholz (D), Rondò Veneziano (Italien), Herbert Köfer (D), Max Raabe und das Palast Orchester (D), Rundfunk-Kinderchor Berlin (D), Terry Parhad (Frankreich), Frank Schöbels Kinder: Dominique, Odette und Alexander, DFF-Fernsehballett                                                                          |
| 109. | 12.01.1991   | Karsten Speck                                               | Friedrichstadtpalast Berlin  | Gäste: Nana Mouskouri (Griechenland), Harald Juhnke (D), Pet Shop Boys (Großbritannien), Roland Kaiser (D), Bo Andersen & Bernie Paul (Dänemark/D), Klaus und Klaus (D), Collins-Brüder, Dario Farina (Ägypten/Italien), Kim Appleby (Großbritannien), Edward Simoni (Polen/D), Pößnecker Musikanten (D), DFF-Fernsehballett                                                                                                   |
| 110. | 16.03.1991   | Karsten Speck                                               | Stadthalle Suhl              | Gäste**: Rosanna Rocci (Italien), Torfrock (D), Akischin (UdSSR), Claudia Jung (D), Amadeus (D), Die Flippers (D), Tanita Tikaram (Großbritannien), Stefanie und Eberhard Hertel (D), Gitte & Klaus (D), Sabine Bruhns & H.-J. Gröschner (D), Kammersängerin Brigitte Eisenfeld (D), Tommi Piper (D), DFF-Fernsehballett, Demis Roussos (Griechenland)                                                                         |
| 111. | 16.06.1991   | Karsten Speck                                               | Friedrichstadtpalast Berlin  | Gäste**: Jürgen Drews (D), Hanne Haller (D), Electric Light Orchestra Part Two (Großbritannien), Reinhard Mey (West-Berlin), Marianne und Michael (D), Tony Christie (Großbritannien) |
| 112. | 10.08.1991   | Karsten Speck                                               | Friedrichstadtpalast Berlin  | Gäste**: Diether Krebs & Gundula (D), Helga Hahnemann (D), Sailor (Großbritannien), Taco (Niederlande), Vasile Moldoveanu (Rumänien), Sonia (Großbritannien), Nina Hagen (D), Chris Norman (Großbritannien), Der große Klaus (D), Samantha Fox (Großbritannien) |
| 113. | 22.12.1991   | Karsten Speck                                               | Friedrichstadtpalast Berlin  | Letzter vom DFF produzierter „Kessel“. Gäste**: Wolfgang Ziegler (D), Rosanna Rocci (Italien), Bonnie Tyler (Großbritannien), DFF-Fernsehballett, Juliane Werding (D), Michael David (D), Frank Schröder (D), Lisa Stansfield (Großbritannien), Amadeus (D), Udo Jürgens (Österreich), Internationaler Kinderchor Wien, Roberto Saccà (Italien)                                                                                |
| 114. | 21.03.1992   | Karsten Speck                                               | Stadthalle Suhl              | Gäste: Sandra (Frankreich/D), Blue System (D), Mylène Farmer (Frankreich/Kanada), Die Flippers (D), Peter Kraus (Österreich), Engelbert Humperdinck (Großbritannien), Thüringer Sängerknaben (Saalfeld/Saale) |
| 115. | 20.06.1992   | Karsten Speck                                               | Saarlandhalle Saarbrücken    | Gäste: Neil Sedaka (USA), Kylie Minogue (Australien), Curtis Stigers (USA), Hanne Haller (D), Danny Santos (Spanien), Pe Werner (D), Erste Allgemeine Verunsicherung (Österreich) |
| 116. | 18.07.1992   | Karsten Speck                                               | Grugahalle Essen             | Gäste: Nicole (D), Howard Carpendale (Südafrika), Falco (Österreich), Frank Zander (D), Motorradsportgruppe der Berliner Polizei (D), Mecano (Spanien), Schauorchester Ungelenk (D), Kim Wilde (Großbritannien), Gloria Gaynor (USA), Gary Puckett (USA), Thomas Anders (D), Circus Probst (D), Judy Weiss (D) |
| 117. | 10.10.1992   | Karsten Speck                                               | Stadthalle Chemnitz          | Gäste**: Bernhard Brink & Band (TEAMWORK) (D), Milva (Italien), Jennifer Rush (USA), Klaus Lage (D), Danyel Gérard (Frankreich), Juliane Werding (D), George Carl (Humorist) (USA), Bonnie Tyler (Großbritannien), Rosanna Rocci (Italien), Chris Norman und Suzi Quatro (Großbritannien), Johnny Logan (Irland), Harald Juhnke (D), Peer Augustinski (D), Sinéad O’Connor (Irland), Kristine Frey (Norwegen), Die Feisten (D) |
| 118. | 19.12.1992   | Karsten Speck                                               | Stadthalle Bielefeld         | Gäste**: Tony Christie (Großbritannien), Dana Dragomir (Schweden), Jürgen von der Lippe (D), Roberto Blanco, Benno Karstein (Hundedressur), Münchener Freiheit (D), Diether Krebs (D), Truck Stop (D), Rondò Veneziano (Italien), Nana Mouskouri (Griechenland), Brian May (Großbritannien) |

* = Veranstaltungen im „Alten Friedrichstadtpalast“
** = Angaben anhand privater Sendungsmitschnitte von Wiederholungen im MDR und ORB und Erstsendungen in ARD und DFF

## Technische Angaben
Die Folgen 1 bis 5 wurden schwarz/weiß gesendet. Bereits der 5. Kessel ist aber mit Farbtechnik (Kameras) produziert worden und auch als Farbaufzeichnung überliefert.
Auch die noch mit Schwarzweißtechnik produzierten Kessel Buntes wurden als MAZ aufgezeichnet. Die beim DDR-Fernsehen noch bis in die letzte Phase des Schwarzweißbetriebs üblich gewesene Filmaufzeichnung (FAZ) fand hierfür keine Verwendung mehr.